# ビギンの島唄 〜オモトタケオ2〜
『ビギンの島唄 〜オモトタケオ2〜』（ビギンのしまうた 〜オモトタケオ・ツー〜）は、BEGINの企画アルバム。2002年7月3日発売。発売元は、インペリアル・レコード。2006年6月21日、カセットテープでも発売。

## 解説
2000年7月21日発表「ビギンの島唄 〜オモトタケオ〜」に続く、島唄を歌った第2弾アルバム。
「オモトタケオ」とは「BEGINが島唄を作る時にだけ現れる心の住人」と表現している架空の名前で、CDパッケージの裏ジャケット掲載の漢字では「於茂登岳男」となっている。なお、石垣島には「於茂登岳」（オモトダケ）という実在の山がある。
第1弾に引き続き、メンバーのふるさとがある八重山諸島が多く登場する作風が特徴のひとつ。前作では「竹富島」が具体的に歌われていたが、本アルバムでは「鳩間島」が歌われている。
発売された2002年は、1972年に沖縄県が本土復帰してから丸30年の記念イヤーであった。収録曲「島人ぬ宝」は、NHK沖縄「沖縄本土復帰30周年イメージソング」に起用され、同年大晦日の『第53回NHK紅白歌合戦』に出場。当日は、ステージで歌う前に比嘉が方言で、沖縄に向けメッセージを届けた。
商品名がそのままタイトルに織り込まれた「オジー自慢のオリオンビール」は、「オリオンビール」CMソングに起用、のちに3パターンのカラージャケットで「オジー自慢のオリオンビール （エイサー・バージョン）」（2003.2.20）というタイトルで沖縄限定販売。このエイサー・ヴァージョンは、『BEGIN シングル大全集』（2005.2.23）にも収録。沖縄県出身のプロ野球選手である又吉克樹や山川穂高が、この楽曲を登板・打席入り時の登場曲として使用した。また対となる曲「オバー自慢の爆弾鍋」は、発売から10年後の2012年に、この曲を題材にされた同名の特撮テレビドラマが沖縄テレビ放送（OTV）で全13回放送された。
ラスト・ナンバーには "三線練習用" とサブ・タイトルの付いた「カンカラ三線うむしるむん」を収録。本作には「工工四（くんくんしー）楽譜（工尺譜）」が封入されている。

## 収録曲
| 全作詞・作曲: BEGIN（※特記以外）、全編曲: BEGIN。 |                                            |                    |                    |      |
| #                                                 | タイトル                                   | 作詞               | 作曲・編曲         | 時間 |
| 1.                                                | 「島人ぬ宝」                               | BEGIN（※特記以外） | BEGIN（※特記以外） | 5:20 |
| 2.                                                | 「くにぶん木の花」                         | BEGIN（※特記以外） | BEGIN（※特記以外） | 4:41 |
| 3.                                                | 「恋の島 鳩間島」                          | BEGIN（※特記以外） | BEGIN（※特記以外） | 3:23 |
| 4.                                                | 「カンカラ三線うむしるむん」               | BEGIN（※特記以外） | BEGIN（※特記以外） | 3:03 |
| 5.                                                | 「山原や」(※作詞・作曲: 仲地脩瑛)          | BEGIN（※特記以外） | BEGIN（※特記以外） | 4:38 |
| 6.                                                | 「オジー自慢のオリオンビール」             | BEGIN（※特記以外） | BEGIN（※特記以外） | 3:49 |
| 7.                                                | 「オバー自慢の爆弾鍋」                     | BEGIN（※特記以外） | BEGIN（※特記以外） | 5:31 |
| 8.                                                | 「カンカラ三線うむしるむん（三線練習用）」 | BEGIN（※特記以外） | BEGIN（※特記以外） | 3:01 |
| 合計時間:                                         | 合計時間:                                  | 33:26              |                    |      |